# Pered rassvetom
Pered rassvetom (Перед рассветом) è un film del 1989 diretto da Jaropolk Leonidovič Lapšin.

## Trama
Il film è ambientato nell'estate del 1941. Un giovane luogotenente dell'NKVD, insieme a un gruppo di prigionieri politici e criminali, viene preso di mira, a causa del quale solo tre sopravvivono.